# 山内功
山内 功（やまうち おさむ、1954年10月16日 - ）は、日本の弁護士、政治家。衆議院議員（2期）を務めた。

## 概要
鳥取県米子市出身。鳥取県立米子東高等学校、中央大学法学部卒。
卒業後、司法試験に合格、司法修習後、判事補、裁判官として東京や熊本など各地の裁判所に勤務する。
1996年の第41回衆議院議員総選挙に新進党公認で鳥取2区より出馬したが、自由民主党の相澤英之に敗れ、比例復活もできずに落選。その後、新進党解党に伴い、民主党に入党。2000年の第42回衆議院議員総選挙に民主党公認で再び鳥取2区から出馬し、小選挙区では相澤に敗れるも比例中国ブロックより復活し初当選した。以後2期連続当選。
党内では民主党鳥取県連代表代行や「あすの内閣」法務副大臣などを務めた。
2005年の第44回衆議院議員総選挙では郵政解散のあおりを受け、郵政造反組である川上義博と刺客候補である赤沢亮正の争いに埋没。結局3位に終わり、比例復活もならず落選した。
落選後、党の内規である「小選挙区で3回連続で落選した元職は基本的に公認しない」という点で抵触したことや、選挙で2度争った川上の入党などから次期衆議院選挙出馬を断念し、政治活動を停止した。後継は湯原俊二。
その後、米子市内で弁護士として活動。